# Whiplash (Selena Gomez & the Scene-dal)
A Whiplash egy dal, a Selena Gomez & the Scene When the Sun Goes Down című stúdióalbumáról. Greg Kurstin, Nicole Morier és Britney Spears írta a szerzeményt. Morier Britney-nek rengeteg számot írt Blackout (2007) és Circus (2008) című lemezeire. A Whiplash-t is ő írta részben, viszont egyik korongra sem került fel. Selena 2011-ben vette fel a számot. A felvétel elektro elemekből építkezik, az album többi számánál sokkal agresszívebb, egy virágzó szerelemről szól. A kritikusok a lemez különálló felvételeként emlegették. Az együttes a We Own the Night Tour állomásain adja elő a Whiplash-t.

## Háttér

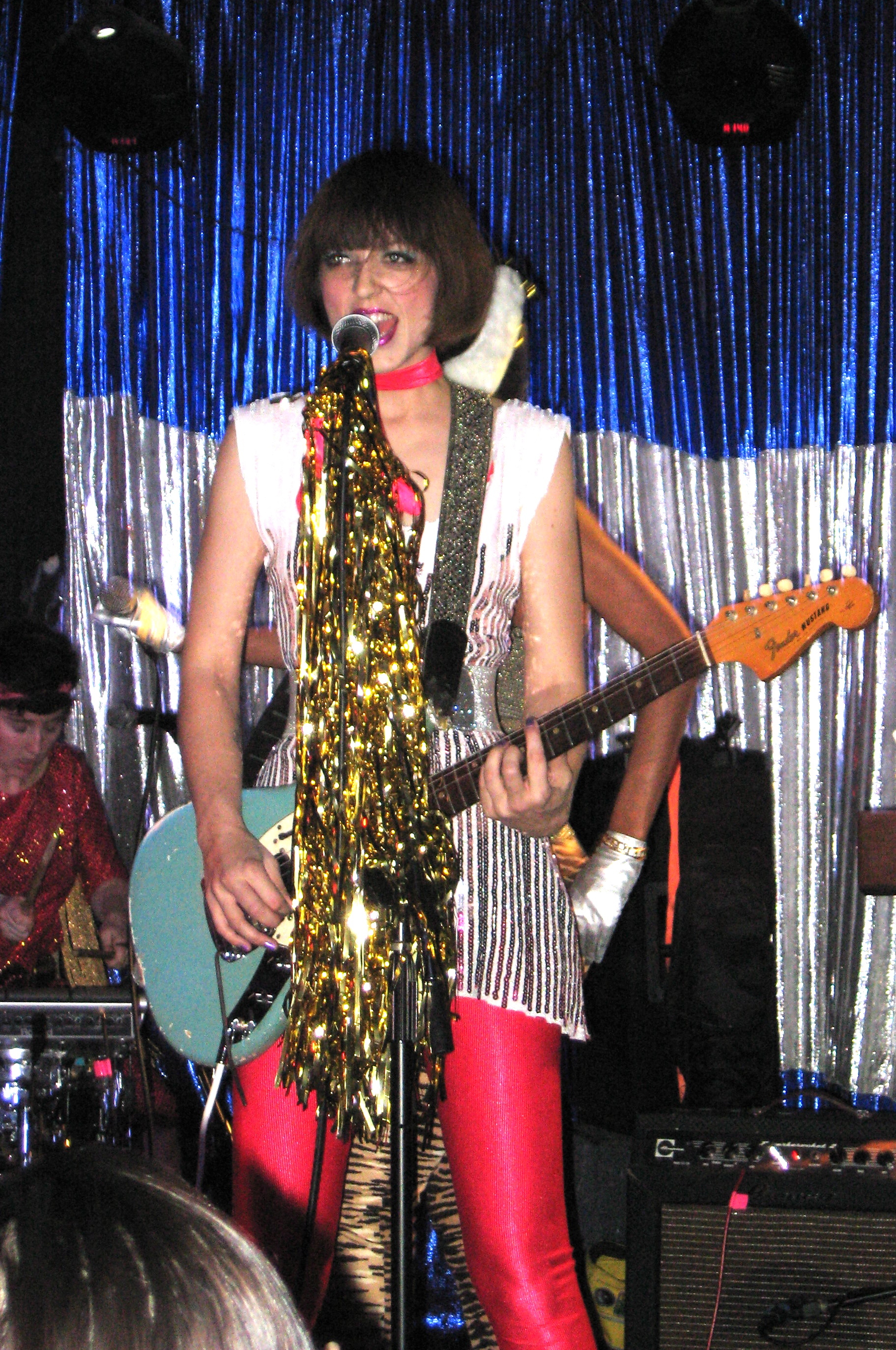
Nicole Morier, a dal egyik szerzője.

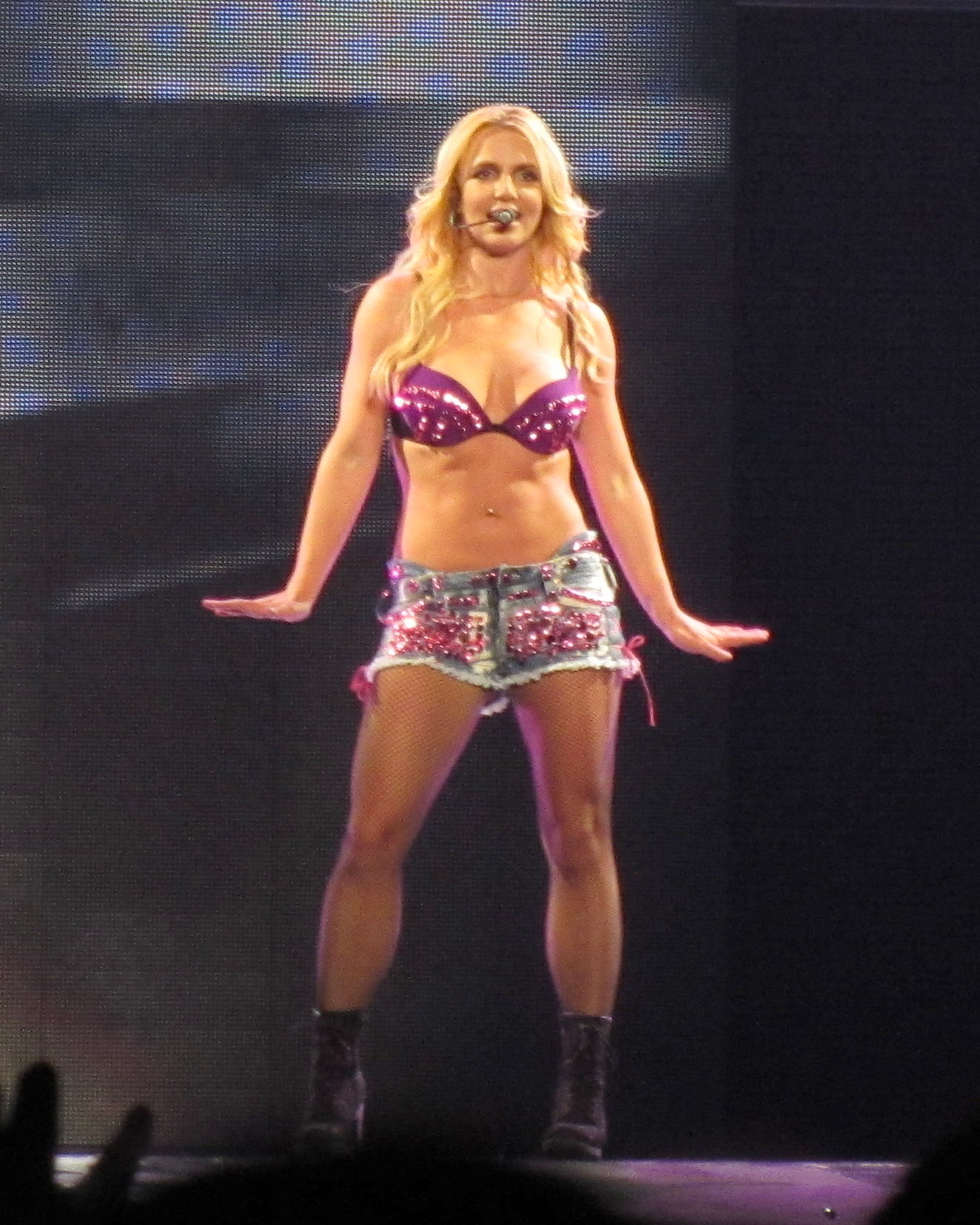
A szám eredetileg Britney Spears számára íródott.

A dalt Greg Kurstin, Nicole Morier és Britney Spears írta. Utóbbival Morier többször dolgozott, például neki köszönheti a Heaven on Earth című dalt, mely a Blackout című lemezen kapott helyet. Spears később említette, hogy ez a felvétel a kedvence mind közül. Amikor Circus című albumának munkálatait megkezdte, megkérte Morier-t, hogy írjon vele közösen számokat. Így készült az Mmm Papi, Rock Me In és a Whiplash is. Előbbi kettő helyet kapott a korongon, utóbbi kimaradt. 
2011. április 11-én kiderült, hogy a Selena Gomez & the Scene készíti el saját változatát, a When the Sun Goes Down című albumra. Selena egy Spears rajongó, amint meghallotta a Whiplash-t, egyből "beleszeretett". Gomez így nyilatkozott: "Elmentem, hogy elénekeljem, és mikor megláttam h ő írta, nagyon izgatott lettem. [...] Egy nagy megtiszteltetés volt, és én nagyon lelkes voltam." A felvétel kiszivárgott a világhálóra néhány hónappal a hivatalos megjelenés előtt.

## Élő előadások
A Selena Gomez & the Scene a Whiplash-t We Own the Night Tour nevezetű 2011-es turnéjának állomásain adja elő.

## Közreműködők
- Selena Gomez – vokálok
- Greg Kurstin – szerző, producer, hangmérnök
- Nicole Morier – szerző, háttérvokál
- Britney Spears – szerző
- Jesse Shatkin – hangmérnök

## Fordítás
Ez a szócikk részben vagy egészben  a   Whiplash (Selena Gomez & the Scene song) című angol Wikipédia-szócikk fordításán alapul.  Az eredeti cikk szerkesztőit annak laptörténete sorolja fel. Ez a jelzés csupán a megfogalmazás eredetét és a szerzői jogokat jelzi, nem szolgál a cikkben szereplő információk forrásmegjelöléseként.